# 妙华寺
妙华寺，蒙古语称“图克木庙”，位于内蒙古自治区阿拉善盟阿拉善左旗敖伦布拉格镇，是一座藏传佛教格鲁派寺院。

## 简介
妙华寺原位于阿拉善左旗图克木苏木境内，2006年图克木苏木并入敖伦布拉格镇。妙华寺是阿拉善八大寺之一（八大寺是延福寺、广宗寺、福因寺、昭化寺、承庆寺、宗乘寺、妙华寺、方等寺）。
该寺寺志记载，清朝乾隆六十年（1795年），一位名叫班珠尔的人，在巴颜图克木地方兴建了一座十二间的小庙，后因风水不佳，于嘉庆二十四年（1819年）迁至道兰呼都格地方，取名“图克木庙”，成为广宗寺的属庙。该寺共有大小殿堂9座，房舍152间，鼎盛时期有喇嘛250多人。
1912年，中华民国政府赐“妙华寺”匾额。文化大革命中，该寺遭受严重破坏，1974年遭拆毁。1986年，在庆德门敖包（后为图克木嘎查驻地）重建了一座两层15间的庙宇。
21世纪初，阿拉善左旗将乌兰牧骑作为基地，派出乌兰牧骑青年演员与妙华寺喇嘛结对拜师，以保护并传承阿拉善查玛舞。2011年，妙华寺举行了一场由该寺喇嘛和乌兰牧骑合作演出的“阿拉善查码舞”，吸引了周边牧民前来观看。